# Список загиблих у боях під Маріуполем (з 2014)
У статті наведено список втрат українських сил у боях під Маріуполем.

## Список загиблих
| Прізвище, ім'я, по-батькові        | Звання           | Дата смерті       | Формування                                        | Район загибелі                                     | Обставини |
| ---------------------------------- | ---------------- | ----------------- | ------------------------------------------------- | -------------------------------------------------- | --- |
| Суский Вадим Миколайович           | підполковник     | 31 серпня 2014    | 703 ІП                                            | Шевченко, село Донецької області поблизу Маріуполя | Близько 16:00 загін загороджень в складі двох автомобілів виходив на рубіж мінування, автомобіль КАМАЗ-4310 підірвався на вибуховому пристрої. В результаті підриву здетонував боєкомплект машини (200 мін). |
| Бжостовський Ігор Євгенович        | солдат           | 31 серпня 2014    | 703 ІП                                            | Шевченко, село Донецької області поблизу Маріуполя | Близько 16:00 загін загороджень в складі двох автомобілів виходив на рубіж мінування, автомобіль КАМАЗ-4310 підірвався на вибуховому пристрої. В результаті підриву здетонував боєкомплект машини (200 мін). |
| Шубак Ігор Романович               | солдат           | 31 серпня 2014    | 703 ІП                                            | Шевченко, село Донецької області поблизу Маріуполя | Близько 16:00 загін загороджень в складі двох автомобілів виходив на рубіж мінування, автомобіль КАМАЗ-4310 підірвався на вибуховому пристрої. В результаті підриву здетонував боєкомплект машини (200 мін). |
| Малецький Роман Михайлович         | солдат           | 31 серпня 2014    | 703 ІП                                            | Шевченко, село Донецької області поблизу Маріуполя | Близько 16:00 загін загороджень в складі двох автомобілів виходив на рубіж мінування, автомобіль КАМАЗ-4310 підірвався на вибуховому пристрої. В результаті підриву здетонував боєкомплект машини (200 мін). |
| Струсь Андрій Андрійович           | солдат           | 31 серпня 2014    | 703 ІП                                            | Шевченко, село Донецької області поблизу Маріуполя | Близько 16:00 загін загороджень в складі двох автомобілів виходив на рубіж мінування, автомобіль КАМАЗ-4310 підірвався на вибуховому пристрої. В результаті підриву здетонував боєкомплект машини (200 мін). |
| Дорошенко Володимир Павлович       | солдат           | 31 серпня 2014    | 703 ІП                                            | Шевченко, село Донецької області поблизу Маріуполя | Близько 16:00 загін загороджень в складі двох автомобілів виходив на рубіж мінування, автомобіль КАМАЗ-4310 підірвався на вибуховому пристрої. В результаті підриву здетонував боєкомплект машини (200 мін). |
| Іванов Євген Вікторович            | солдат           | 31 серпня 2014    | «Хортиця»                                         | Маріуполь                                          | Отримав смертельне поранення під час обстрілу з мінометів розвідувально-диверсійною групою російських військ.                                                                                                |
| Бердник Олександр Олегович         | матрос           | 28 квітня 2017    | 137 ОБМП                                          | Павлопіль                                          | Загинув під час виконання бойового завдання внаслідок підриву військового автомобіля на міні. |
| Кобець Михайло Олександрович       | матрос           | 3 червня 2017     | 137 ОБМП                                          | Чермалик                                           | осколкове поранення внаслідок артилерійського обстрілу опорного пункту |
| Звездогляд Віталій Вікторович      | старший солдат   | 10 червня 2017    | 59 ОМПБр                                          | Павлопіль                                          | відбиття атаки |
| Довгаль Анатолій Олександрович     | старший сержант  | 10 червня 2017    | 74 ОРБ                                            | Павлопіль                                          | відбиття атаки |
| Горо Сергій Петрович               | молодший сержант | 10 червня 2017    | 74 ОРБ                                            | Павлопіль                                          | відбиття атаки |
| Яловець Євген Андрійович           | старший сержант  | 11 червня 2017    | 59 ОМПБр                                          | Павлопіль                                          | обстріл з ПТРК «Фагот» |
| Сорока Юрій Васильович             | старший солдат   | 11 червня 2017    | 59 ОМПБр                                          | Павлопіль                                          | обстріл з ПТРК «Фагот» |
| Яремчук Сергій Олександрович       | старший сержант  | 15 червня 2017    | 59 ОМПБр                                          | Гнутове                                            | загинув від кульового поранення під час бою |
| Тимощук Олексій Васильович         | солдат           | 9 липня 2017      | 9 ОМПБ                                            |                                                    | помер від поранень під Гнутовим |
| Носач Іван Петрович                | молодший сержант | 27 липня 2017     | 9 ОМПБ                                            |                                                    | поблизу села Водяне |
| Сторчак Іван Васильович            | солдат           | 12 серпня 2017    | 59 ОМПБр                                          |                                                    | поблизу села Водяне |
| Попов Олег Валерійович             | солдат           | 25 серпня 2017    | 9 ОМПБ                                            |                                                    | Талаківка |
| Руденко Микола Вікторович          | старший солдат   | 17 жовтня 2017    | 10 ОМПБ                                           |                                                    | Павлопіль |
| Стецун Ілля Миколайович            | солдат           | 24 жовтня 2017    | 9 ОМПБ                                            |                                                    | Водяне |
| Смурага Олександр Петрович         | солдат           | 20 листопада 2017 | 10 ОМПБ                                           |                                                    | Павлопіль |
| Твердола Анатолій Іванович         | старший сержант  | 7 грудня 2017     | 9 ОМПБ                                            |                                                    | Водяне |
| Чопенко Олександр Анатолійович     | старший сержант  | 17 грудня 2017    | 93 ОМБр                                           |                                                    | Гранітне |
| Скупейко Артем Вікторович          | старший матрос   | 30 січня 2018     | 503-й окремий батальйон морської піхоти; 36 ОБрМП |                                                    | Талаківка |
| Гречук Олександр Васильович        | старший матрос   | 15 лютого 2018    | 503-й окремий батальйон морської піхоти; 36 ОБрМП |                                                    | Водяне |
| Гудзовський Марк Сергійович        | старший солдат   | 14 березня 2018   | «Азов»                                            |                                                    | помер від поранень |
| Рудь Дмитро Сергійович             | матрос           | 14 березня 2018   | 503-й окремий батальйон морської піхоти 36 ОБрМП  |                                                    | загинув під час ворожого обстрілу з РПГ-7 позицій поблизу Талаківки |
| Федоров Едуард Юрійович            | солдат           | 2 липня 2018      | 93 ОМБр                                           |                                                    | помер від поранень |
| Балахчі Федір Федорович            | старший матрос   | 14 серпня 2018    | 503-й окремий батальйон морської піхоти 36 ОБрМП  |                                                    | Гнутове |
| Авдієнко Максим Олександрович      | старший матрос   | 5 вересня 2018    | 503-й окремий батальйон морської піхоти 36 ОБрМП  |                                                    | Водяне |
| Платонов Сергій Вікторович         | молодший сержант | 10 вересня 2018   | 503-й окремий батальйон морської піхоти 36 ОБрМП  |                                                    | Водяне |
| Магас Роман Володимирович          | солдат           | 10 жовтня 2018    | 223-й зенітний ракетний полк                      |                                                    | Гранітне |
| Дронов Сергій Анатолійович         | солдат           | 10 жовтня 2018    | 138-ма радіотехнічна бригада                      |                                                    | Гранітне |
| Куроп'ятник Віктор Миколайович     | старший сержант  | 13 грудня 2018    | 79 ОАеМБр                                         |                                                    | Гнутове |
| Простяков Владислав Дмитрович      | солдат           | 13 грудня 2018    | 79 ОАеМБр                                         |                                                    | Гнутове |
| Лошкарьов Денис Олександрович      | солдат           | 15 грудня 2018    | «Донбас»                                          |                                                    | Гнутове |
| Гаврилів Богдан Миронович          | солдат           | 4 березня 2019    | 80 ОАеМБр                                         |                                                    | Лебединське |
| Грабар Віктор Васильович           | солдат           | 17 березня 2019   | 164 РТБр                                          |                                                    | Водяне |
| Лисаківський Володимир Юрійович    | старший матрос   | 12 квітня 2019    | =18-й окремий батальйон морської піхоти           |                                                    | помер від поранень |
| Волков Микола Миколайович          | солдат           | 15 квітня 2019    | «Госпітальєри»                                    |                                                    | помер від поранень |
| Гвоздієвський Сергій Володимирович | солдат           | 30 квітня 2019    | 79 ОАеМБр                                         |                                                    | поранення під Павлополем |
| Коваль Володимир Валентинович      | старшина         | 8 травня 2019     | 79 ОАеМБр                                         |                                                    | Павлопіль |
| Джус Василь Богданович             | прапорщик        | 16 травня 2019    | 114 БрТА                                          |                                                    | Водяне |
| Лазарєв Едуард Дмитрович           | молодший сержант | 4 червня 2019     | 17 ОТБр                                           |                                                    | Новоселівка Друга |
| Лин Олександр Петрович             | старший солдат   | 4 червня 2019     | 17 ОТБр                                           |                                                    | Новоселівка Друга |
| Майборода Сергій Григорович        | старший матрос   | 1 липня 2019      | 36 ОБрМП                                          |                                                    | Водяне |
| Шевченко Ірина Вікторівна          | сержант          | 1 липня 2019      | 36 ОБрМП                                          |                                                    | Водяне |
| Фака Антон Олександрович           | молодший сержант | 10 липня 2019     | 406-та окрема артилерійська бригада               |                                                    | Гранітне |
| Шарко Олександр Олександрович      | старший матрос   | 6 серпня 2019     | 1 ОБМП                                            |                                                    | Павлопіль |
| Курдов Василь Миколайович          | матрос           | 6 серпня 2019     | 1 ОБМП                                            |                                                    | Павлопіль |
| Рак Владислав Миколайович          | матрос           | 6 серпня 2019     | 1 ОБМП                                            |                                                    | Павлопіль |
| Шандра Сергій Іванович             | солдат           | 6 серпня 2019     | 1 ОБМП                                            |                                                    | Павлопіль |
| Проценко Андрій Юрійович           | солдат           | 2 вересня 2019    | 138-ма радіотехнічна бригада                      |                                                    | Водяне |
| Аджавенко Володимир Анатолійович   | старший солдат   | 28 вересня 2019   | 56 ОМПБр                                          |                                                    | помер від поранень |
| Обуховський Микола Миколайович     | прапорщик        | 11 вересня 2019   | 1 ОБМП                                            |                                                    | Павлопіль |
| Лінчевський Олександр Валерійович  | матрос           | 11 вересня 2019   | 1 ОБМП                                            |                                                    | Павлопіль |
| Волк Юрій Володимирович            | старший матрос   | 10 жовтня 2019    | 36 ОБрМП                                          |                                                    | Водяне |
| Криль Степан Валерійович           | старший матрос   | 16 жовтня 2019    | 36 ОБрМП                                          |                                                    | Водяне |
| Капустян Олексій Віталійович       | сержант          | 29 листопада 2019 | 8 ОГШБ                                            |                                                    | Ужівка |
| Козій Артем Євгенович              | матрос           | 21 липня 2020     | 1 ОБМП                                            |                                                    | Павлопіль |

## Зниклі безвісти та полонені
- Коваль Михайло Анатолійович